# Hrabství Armagh
Hrabství Armagh (anglicky County Armagh, irsky Contae Ard Mhacha, skotsky Coontie Airmagh či Coontie Armagh) je severoirské hrabství, patřící do bývalé provincie Ulster. Sousedí s hrabstvím Down na východě a s hrabstvím Tyrone na severozápadě. Přes Lough Neagh sousedí také s hrabstvími Londonderry (Derry) a Antrim. Na jihu a jihozápadě sousedí s irskými hrabstvími Louth a Monaghan.
Hlavním městem hrabství je Armagh, což je hlavní město církevní správy pro celý ostrov. Hrabství má rozlohu 1254 km² a žije v něm 159 085 obyvatel.
Mezi zajímavá místa patří již zmíněné jezero Neagh a dvě katedrály zasvěcené sv. Patriku (katolická i anglikánská) v Armaghu. V anglikánské katedrále, založené již v 5. století, je pochován irský král Brian Bóruma.